# Marcel Prévost

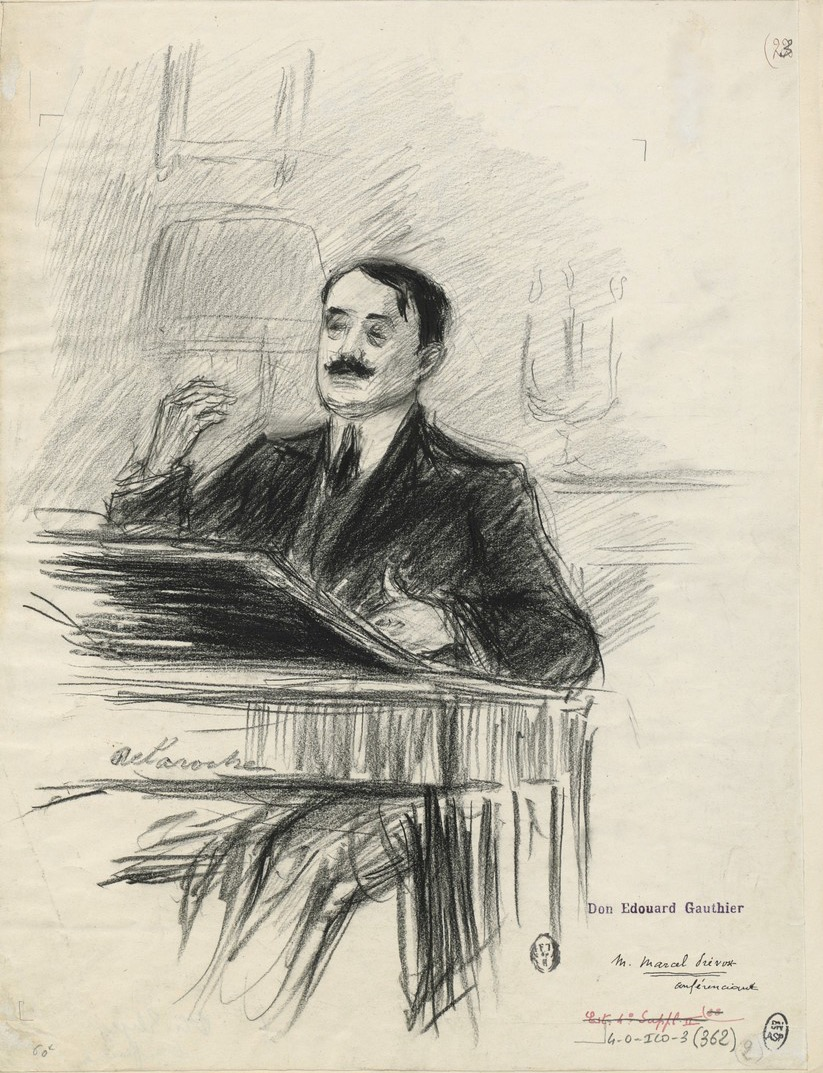
Paul-Charles Delaroche, Marcel Prévost, disegno 1911-1913

Eugène Marcel Prévost (Parigi, 1º maggio 1862 – Vianne, 8 aprile 1941) è stato uno scrittore, drammaturgo e giornalista francese.

## Biografia
Studiò al seminario minore di Orléans, poi a Châtellerault, a Bordeaux al Lycée Saint-Joseph-de-Tivoli, quindi a Parigi dai Gesuiti  e qui completò gli studi, all'École polytechnique. S'impiegò come ingegnere alla manifattura tabacchi di Lilla, città dove fu scelto come esaminatore dell'Institut industriel du Nord.
Sostenne Émile Zola e Auguste Scheurer-Kestner, vicepresidente del Senato dell'Alsazia, nella difficile opera di provare l'innocenza di Dreyfus.
Pubblicò le sue prime novelle nel 1881, sul giornale di tendenze monarchiche Le Clairon, celandosi dietro lo pseudonimo Schlem. Si notava nei suoi scritti l'influenza di Alphonse Daudet e di George Sand. Raggiunta la notorietà nel 1889, con il romanzo Mademoiselle Jaufre, decise di dedicarsi interamente alla letteratura.

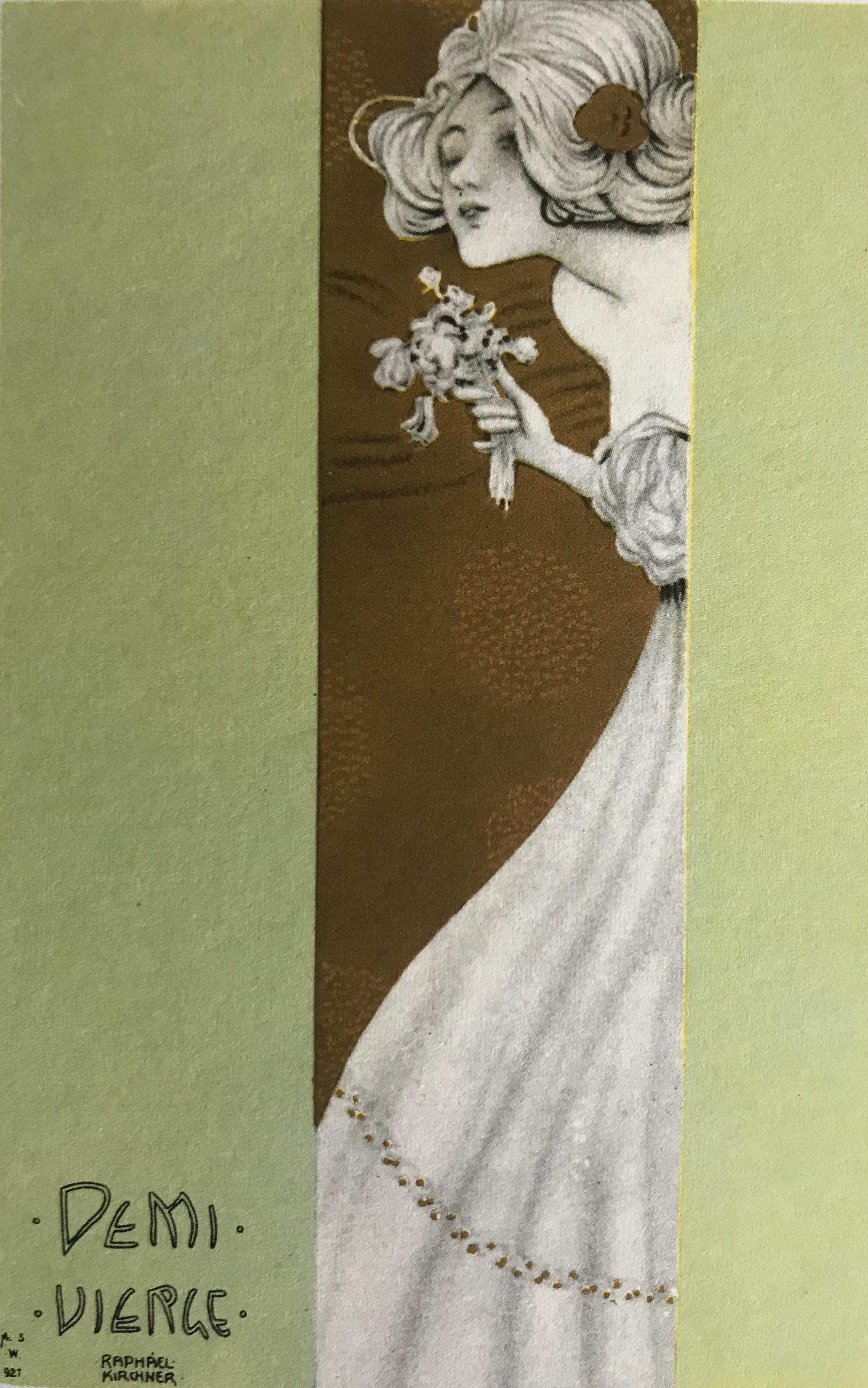
Kirchner-Prévost, Demi vierge

### Scritti d'esordio
Dal 1884 al 1894 pubblicò romanzi calati sulla vita in provincia: Le Scorpion (1887), Chonchette (1888), Mademoiselle Jaufre (1889). Creò vivaci, a volte piccanti caratteri femminili in Cousine Laura (1890), La Confession d’un amant (1891), Lettres de femmes (1892), L'Automne d'une femme (1893).

### La celebrità
Nel 1894 pubblicò Les Demi-Vierges - divenuto poi il suo romanzo più noto - in cui affondava l'indagine nei profondi misteri dell'animo femminile. Questo romanzo, che fu un successo, ma anche uno scandalo, fu adattato a pièce teatrale e rappresentato al Théâtre du Gymnase Marie Bell, a maggio 1895; ne fu più tardi tratto un film. Il termine demi-vierge divenne d'uso comune, ad indicare una ragazza affrancata da un'educazione restrittiva, ma rimasta tuttavia vergine. Seguirono altri romanzi, su identico tono antiverista, anti-naturalista.

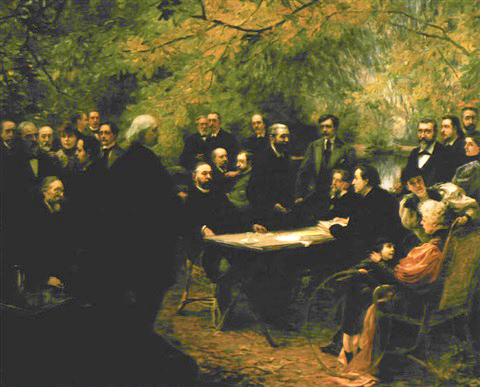
Paul Chabas, Chez Alphonse Lemerre, à Ville-d'Avray

Si esercitò nella satira, pubblicando il romanzo Monsieur et Madame Moloch (1906), in cui prendeva in giro le abitudini dei tedeschi. Un programma di moderna educazione per ragazze è l'argomento del romanzo Les Lettres à Françoise (1902); Retraite ardente (1927), romanzo sospeso tra misticismo ed erotismo, suscitò rimproveri da parte della Chiesa cattolica. Per il teatro scrisse La Plus Faible, messa in scena nel 1904 dalla Comédie-Française. In alcuni romanzi, come La Princesse d'Erminge (1905) L'acordeur aveugle (1905) è presente un nuovo orientamento verso un certo moralismo, che corrisponde anche a un mutamento della sensibilità del pubblico.
Chiamato a dirigere la Revue de France, dal 1922 al 1940, contemporaneamente Marcel Prévost presiedeva la Société des gens de lettres. Divenne membro dell'Académie française il 27 maggio 1909, succedendo a Victorien Sardou sul seggio numero 9. Ebbe la presidenza dell'Union française pour le sauvetage de l'enfance, dal 1937 fino alla morte.

### Carriera militare
Ufficiale d'artiglieria della riserva, fu richiamato alle armi durante la prima guerra mondiale. Nel 1917 per ordine dello Stato Maggiore organizzò un servizio di informazioni a mezzo stampa, utilizzando giornalisti professionisti accreditati. Come base, questo servizio informativo aveva il castello d'Offémont a Tracy-le-Mont. Il più celebre corrispondente di guerra accreditato fu Albert Londres. Ad ottobre 1917 Marcel Prévost fu inviato presso il 21º Corpo d'armata del generale Jean Marie Joseph Degoutte e assistette alla Seconda battaglia dell'Aisne, che descrisse in D'un poste de commandement - bataille de l'Ailette.

## Opere
- Le Scorpion, Alphonse Lemerre, 1887.
- La Confession d'un amant, A. Lemerre, 1891.
- Lettres de femmes, Alphonse Lemerre, 1892.
- L'Automne d'une femme, Alphonse Lemerre, 1893.
- Nouvelles Lettres de femmes, A. Lemerre, 1894.
- Les Demi-vierges, Alphonse Lemerre, 1894.
- Notre compagne (donne di provincia e parigine), A. Lemerre, 1895.
- Le Mariage de Julienne, Alphonse Lemerre, 1896.
- Dernières lettres de femmes, A. Lemerre, 1897.
- Le Jardin secret, Alphonse Lemerre, 1897.
- Chonchette, Alphonse Lemerre, 1898.
- Les Vierges fortes - Léa, Alphonse Lemerre, 1900.
- Les Vierges fortes - Frédérique, A. Lemerre, 1900.
- Le Domino jaune : les palombes, A. Lemerre, 1901.
- L'Heureux Ménage, Alphonse Lemerre, 1901.
- Lettres à Françoise, Félix Juven, 1902.
- Le Pas relevé - Nouvelles, A. Lemerre, 1902.
- Cousine Laura (per il teatro), A. Lemerre, 1903.
- La Princesse d'Erminge, Alphonse Lemerre, 1904.
- La Plus Faible (commedia in quattro atti), A. Lemerre, 1904.
- Mademoiselle Jaufre, Alphonse Lemerre, 1905.
- L'Accordeur aveugle, Alphonse Lemerre, 1905.

- Monsieur et Madame Moloch, Ernest Flammarion, 1906.
- Lettres à Françoise Mariée, Félix Juven, 1908.
- Pierre et Thérèse, Alphonse Lemerre, 1909.
- Lettres à Françoise Maman, Arthème Fayard, 1912.
- Missette - La paille dans l'acier - Provinciale, A. Lemerre, 1912.
- Ces temps-ci - Les anges gardiens, A. Lemerre, 1913.
- Nouvelles Féminités, Alphonse Lemerre, 1914.
- L'Adjudant Benoît, Alphonse Lemerre, 1916.
- Mon Cher Tommy, Arthème Fayard, 1920.
- La nuit finira, Alphonse Lemerre, 1920, (2 vol.).
- Les Don Juanes, La Renaissance du Livre, 1922.
- Sa maîtresse et moi, Les éditions de France, 1925.
- La Retraite ardente, Ernest Flammarion, 1927.
- Nouvelles Lettres à Françoise ou la jeune fille d'après-guerre, E. Flammarion, 1928.
- L'Homme vierge, Les éditions de France, 1929.
- Voici ton Maître, Les éditions de France, 1930.
- Nos grandes écoles: Polytechnique, Nouvelle société d'édition, 1931.
- L'Américain, Les éditions de France, 1931.
- Marie-des-Angoisses, Les éditions de France, 1932.
- Fébronie, Les éditions de France, 1933.
- Clarisse et sa fille, Les éditions de France, 1935.
- La Mort des Ormeaux, Les éditions de France, 1937.

### Reportages di guerra
- D'un poste de commandement (P.C. du 21e C.A.) - La bataille de l'Ailette (23 octobre - 2 novembre 1917), Ernest Flammarion, 1918.
- Sous le brassard vert, La Sirène, 1919 (scritti di 12 inviati durante la Grande guerra, prefazione di Marcel Prévost).

### Soggetti da lui scritti per il cinema muto
- 1917: Il romanzo di Maud, regia di Diana Karenne.
- 1918: Chonchette, regia di Paolo Trinchera.

### Suoi romanzi adattati per il cinema
- 1935: Marie des Angoisses, regia di Michel Bernheim.
- 1936: Les Demi-vierges, regia di Pierre Caron, con Marie Bell.

### Sue opere tradotte ed edite in Italia
Uno sguardo - incompleto - sull'edizione di romanzi tradotti in italiano fornisce un'idea della popolarità di Prévost in Italia.
- La casa editrice napoletana Lubrano e Ferrara ha pubblicato Le mezze vergini, traduzione di A. Polastri, 1910; Lo scorpione, 1910; Amore a vent'anni, 1910-1914; La confessione di un amante, 1910-1914; Il matrimonio di Giulietta, 1910-1914.
- L'editore milanese Baldini & Castoldi ha pubblicato: Lo scorpione, 1906; La signorina Jaufre, 1906 e 1933; Demi-vierges, 1906; La nostra campagna, 1912; Notte di nozze, 1913.
- La casa editrice Treves, di Milano, ha pubblicato: Il giardino segreto, 1902 e 1928; L'autunno di una donna, 1902; La coppia felice: romanzo, 1911 e 1928; Lettere di donne, 1922; Lettere a Francesca.
- La casa editrice Mondadori, Milano-Verona, Ha pubblicato Maria la spagnola, 1933 e Clarissa e sua figlia, 1935, traduzione di Enrico Piceni.
- Hanno pubblicato romanzi di Prévost anche le case editrici Modernissima (Milano), Bietti (Milano), Maestretti (Milano), A. Quattrini (Firenze), Sonzogno-Matarelli (Milano).